# Luci Porci Cató
Luci Porci Cató (llatí: Lucius Porcius Cato) va ser un magistrat romà del segle i aC. Era fill de Marc Porci Cató Salonià i oncle de Cató d'Útica. Formava part de la gens Pòrcia, i era de la família dels Catons. L'any 89 aC va ser elegit cònsol de la República juntament amb Gneu Pompeu Estrabó.

## Biografia
Era membre del partit senatorial. L'any 100 aC va ser elegit tribú de la plebs. Es va oposar a Luci Apuleu Saturní, un altre tribú de la plebs amb fama d'immoral. També va ajudar a rebutjar la petició de retorn de l'exiliat Metel Numídic, a qui acusaven d'haver allargat massa la guerra contra Jugurta.
L'any 90 aC, durant la Guerra Social, es va enfrontar a un exèrcit etrusc que s'havia unit a la revolta i els va derrotar. L'any següent, el 89 aC, va ser elegit cònsol de la República juntament amb Gneu Pompeu Estrabó, i el senat li va adjudicar el comandament d'unes tropes que havien d'aturar els marsos, els quals havien assetjat Alba Fucens, que era una colònia romana. Va morir en un combat menor contra els marsos prop del llac Fucin, després que els havia derrotat en la batalla. Es va sospitar que havia estat mort per instigació de Gai Mari el Jove i no per l'enemic, per un comentari de menyspreu que Cató havia fet sobre els mèrits militars del seu pare.